# Epigastrina fulva
Espèce
Synonymes
- Textricella fulva Hickman, 1945

Epigastrina fulva est une espèce d'araignées aranéomorphes de la famille des Anapidae.

## Distribution
Cette espèce est endémique de Tasmanie en Australie.

## Publication originale
- Hickman, 1945 : A new group of apneumone spiders. Transactions of the Connecticut Academy of Arts and Sciences, vol. 36, p. 135-157.